# Rania Zeriri
Rania Zeriri (* 6. Januar 1986 in Enschede) ist eine niederländische Popsängerin. Bekannt wurde sie als Teilnehmerin der fünften Staffel der Castingshow Deutschland sucht den Superstar, die von Januar bis Mai 2008 von dem Fernsehsender RTL ausgestrahlt wurde.

## Werdegang
Rania wurde als Tochter eines algerischen Einwanderers und einer Niederländerin geboren. Ihrem Schulabschluss mit Erreichen der Mittleren Reife folgte eine Ausbildung zur Hotelanimateurin in Salamanca (Spanien). Im Anschluss arbeitete sie vor allem auf Ibiza und Fuerteventura als Promoterin und Animateurin. Mit Auftritten in Hotelanlagen sammelte sie ihre ersten Bühnenerfahrungen. Im Sommer 2007 nahm sie am auf Ibiza veranstalteten Casting zur RTL-Show Deutschland sucht den Superstar teil. Dort drang sie bis in die Finalrunde vor und zog zur Vorbereitung zu ihrer Mutter nach Gronau-Epe (Westfalen). Anfangs noch eine Favoritin des Produzenten und Jury-Mitglieds Dieter Bohlen, kritisierte dieser später ihre stimmlichen Qualitäten. Rania Zeriri kam bis in die Runde der letzten Fünf, wo sie ausschied.
Sieben Monate nach ihrem Ausscheiden veröffentlichte sie nach den beiden Finalisten Thomas Godoj und Fady Maalouf als dritte Teilnehmerin der fünften Staffel im November 2008 eine eigene Single mit dem Titel Crying Undercover, mit der sie auch den Sprung in die deutschen Singlecharts schaffte. 2010 begann sie ein Studium am Konservatorium ihrer Heimatstadt Enschede. Außerdem arbeitet sie als Reporterin beim regionalen Fernsehsender Enschede TV.
Laut italienischen Medienberichten leidet sie seit dem Tod ihrer Mutter an einer Psychose und an Depressionen. 2025 lebte sie obdachlos in Mercogliano auf der Straße. Seit dem 25. Februar 2025 erhält sie psychische Unterstützung von der Gemeinde Mercogliano.

## Auftritte bei DSDS
| Show                                                 | Lied                   | Originalinterpret   | Platzierung     |
| ---------------------------------------------------- | ---------------------- | ------------------- | --------------- |
| Top-15-Show                                          | Get Here               | Oleta Adams         | 6/15 mit 4,82 % |
| 1. Mottoshow (Motto: Hits von Heute)                 | Rehab                  | Amy Winehouse       | 6/10 mit 4,67 % |
| 2. Mottoshow (Motto: Filmhits)                       | Colors of the Wind     | Vanessa Williams    | 4/9 mit 7,69 %  |
| 3. Mottoshow (Motto: Mariah Carey und Take That)     | Against All Odds       | Phil Collins        | 4/8 mit 7,27 %  |
| 4. Mottoshow (Motto: Greatest Hits)                  | Smooth Operator        | Sade                | 4/7 mit 10,40 % |
| 5. Mottoshow (Motto: Songs der Jury)                 | Valerie                | Amy Winehouse       | 5/6 mit 6,63 %  |
| 6. Mottoshow (Motto: Partyhits und Akustik-Balladen) | I’m So Excited         | The Pointer Sisters | 5/5 mit 8,12 %  |
| 6. Mottoshow (Motto: Partyhits und Akustik-Balladen) | Save the Best for Last | Vanessa Williams    | 5/5 mit 8,12 %  |

## Diskografie
Singles
- 2008: Crying Undercover / Cursed and Blessed